# Paul Gillet
Ne doit pas être confondu avec Paul Gillet (1874-1971).
Paul Gillet est un ingénieur belge et fut gouverneur de la Société générale de Belgique, né à La Plata (Buenos Aires, Argentine) le 2 janvier 1891 et décédé à Uccle le 27 décembre 1964.

## Biographie
Diplômé ingénieur des mines à l’Université Catholique de Louvain en 1913, il entame une formation complémentaire en électricité, interrompue par la guerre. Il est envoyé au front et poursuit la guerre en Afrique avec la campagne de l’Est africain. 
Là-bas, il travaille pour la Compagnie du chemin de fer du bas-Congo au Katanga  (BCK). En 1919, il retourne en Belgique et y termine ses études. Il part ensuite au Brésil pour la Compagnie des Chemins de Fer secondaires, dont il sera déçu. On lui confie la direction des services d’études et de construction à Bruxelles de la BCK. Son chef-d’œuvre fut la construction d’un pont de 250 mètres au-dessus du Lualaba. 
En 1936, est mis en place la fondation de l’Otraco, organisme parastatal s’occupant du chemin de fer Matadi-Léopoldville, du Mayumbe et du réseau fluvial. Il devient l’année suivante administrateur délégué du BCK. En novembre 1941, il est nommé directeur de la Société Générale, et ce jusqu’en 1961. Il prend en charge la restauration et le développement des intérêts dans le domaine des transports après la Libération. 
Il fonde en 1946 la Compagnie Maritime congolaise et la préside pendant six ans. Il sera également président de la Compagnie des Chemins de Fer et Entreprises et préside la Compagnie Internationale des Wagons-Lits de 1946 à 1962. 
Son action en Afrique fut de fusionner les lignes ferroviaires du Katanga en une société :  Chemins de Fer du Katanga, Dilolo, Léopoldville. En novembre 1949, il est nommé vice-gouverneur de la Société générale, puis gouverneur en 1950. 
Bien que concentré sur l’Afrique, il n’empêche qu’il était également président de la Fabrique nationale d’Armes de Guerre entre 1951 et 1961, ainsi que de la Société Cockerill-Ougrée entre 1955 et 1956. Il doit faire face en 1961 aux bouleversements de l’indépendance du Congo. Il sera président de l’Union minière du Haut Katanga jusqu’en 1963. Il meurt d’un cancer l’année suivante.

## Œuvres
- "Le chemin de fer du Bas-Congo au Katanga", dans Bulletin de la Société royale belge des Ingénieurs et Industriels, t.8, 1928, no 1, p. 24-62.
- "Les chemins de fer en Afrique. Conférence de M. P. Gillet", dans 4e bulletin technique de l'Union des ingénieurs de Louvain, 1931, p. 22-52.
- "Les transports au Congo belge", dans Bulletin des séances de l'Institut royal colonial belge, p. 7, 1936, p. 338-362.